# Afrakra soka
Afrakra soka är en insektsart som beskrevs av Irena Dworakowska 1979. Afrakra soka ingår i släktet Afrakra och familjen dvärgstritar. Inga underarter finns listade i Catalogue of Life.